# Bar Versalles
El Versalles és un establiment de restauració situat als baixos de la Casa Vidal, al barri barceloní de Sant Andreu de Palomar. El bar va ser inaugurat l'any 1915 i va tancar el 2024, anunciant-se que seria transformat en una braseria.

## Història

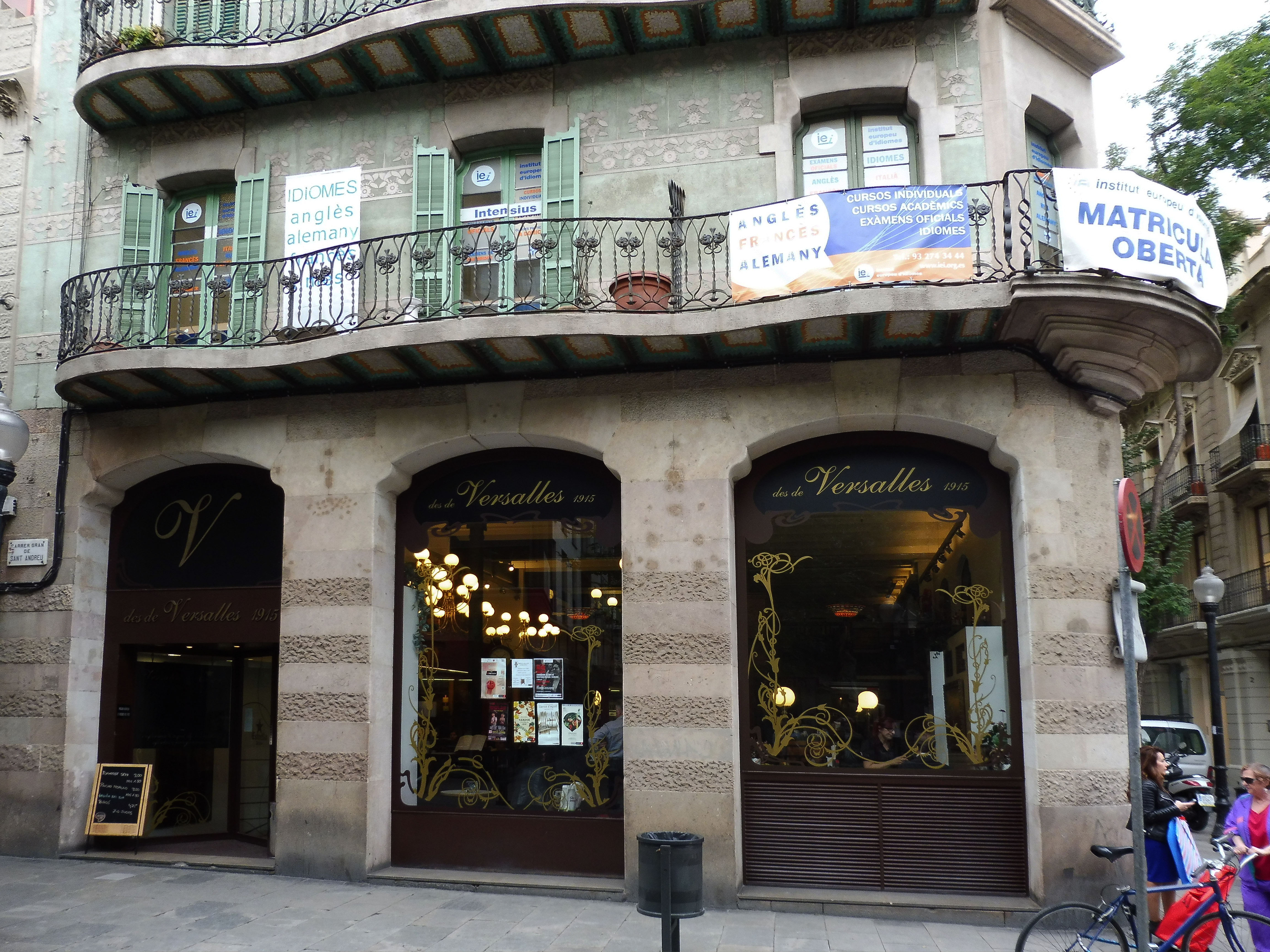
Façana, 2016.

Gràcies a un anunci aparegut en el programa de la Festa Major de Sant Andreu de Palomar del 1915, es coneix l'existència del bar Petit Versailles, que segurament s'havia inaugurat aquell any. El 1939, el nou règim franquista va obligar tots els establiments comercials a castellanitzar el seu nom, i va ser llavors quan passà a dir-se Versalles.
El bar, especialitzat en esmorzars i tapes de cuina catalana, va pertànyer a la família Heredero —que residia en la primera planta de Can Vidal— des de 1928 fins al 2004. Quan Pere Heredero va jubilar-se, el negoci va ser dirigit per Eduard Colomé, un extreballador. L'any 2009 va tancar per primer cop i el bar va ser adquirit i reformat per Christian Puigdollers, aixecant les persianes de nou el juny de 2010. Poc després, el 2012, Pere Riera va fer-se càrrec del negoci.
A finals de maig de 2024, el bar va tancar les portes novament, davant la impossibilitat de fer front al nou import del lloguer que demanaven els propietaris de l'immoble. Pocs dies després, es va saber que l'establiment es transformaria en un restaurant especialitzat en carns, regentat pel restaurador Ferran Ballús.

## L'establiment
La Casa Vidal, d'estil modernista, consta de quatre pisos, golfes i terrat, més el local que ocupa el Versalles a la planta baixa. A la façana s'hi obren una sèrie d'amples obertures d'arc rebaixat amb mènsules, que deixen veure l'interior del bar. El local té el sostre de volta catalana reforçada per bigues i columnes de ferro. Malgrat el mobiliari del bar no fos l'original, s'inspirava en decoracions de principis del segle xx. Al mig de la sala principal hi havia una gran barra amb figures de fusta, que preservava l'esperit clàssic del negoci.
El bar va aprofitar la gran alçada del local per aixecar un entresolat i crear-hi un nou ambient. A partir de la dècada del 1960, hi van situar una pianola i va esdevenir un lloc de trobada per a les parelles del barri. Al soterrani del bar es troba un antic celler i magatzem, que va ser utilitzat com a refugi antiaeri durant la Guerra Civil. Ara és una sala de banquets.